# Баринас (щат)
Барѝнас (на испански: Barinas) е един от 23-те щата на южноамериканската държава Венецуела. Намира се в северозападната част на страната. Общата му площ е 35 200 км², а населението е 913 573 жители (по изчисления за юни 2017 г.). Основан е през 1937 г.